# Rahim Ouédraogo
Rahim Ouédraogo (* 8. Oktober 1980 in Bobo-Dioulasso, Obervolta, heute Burkina Faso) ist ein Fußballspieler aus dem westafrikanischen Staat Burkina Faso.

## Karriere
Er begann seine Karriere bei ASF Bobo-Dioulasso in seiner Heimatstadt und wechselte 1997 nach Europa zum FC Twente Enschede (Niederlande). Nach den Stationen FC Zwolle, Skoda Xanthi, Heracles Almelo und FC Emmen spielte er in der Saison 2009/10 beim türkischen Verein Manisaspor. In der Winterpause wurde sein Vertrag wieder aufgelöst und er kehrte nach Emmen zurück.
Ouédraogo spielt für die Burkinische Fußballnationalmannschaft und nahm an den Afrikameisterschaften 2000 und 2004 teil.